# Брак Дюпюи
Брак Дюпюи (англ. Dupuy Pointer) — исчезнувшая порода собак. Собака вымерла в 1960-х годах.
Будучи охотничьей собакой могла пробежать длинную дистанцию и обладала отличной выносливостью
Происхождение: Франция
Год: 1815—1960

## Внешний вид
Брак Дюпюи был крупной собакой лёгкого телосложения и относительно длиной мордой, также длиной шеей без складок, косые мускулистые плечи, слегка закруглённые рёбра. Брак Дюпюи крупная высоконогая собака, белого с каштановыми пятнами и крапом окраса. Голова длинная, сухая. Уши высоко посажены. Морда с легкой горбинкой. Переход от лба к морде довольно плавный. Грудь широкая, живот сильно подобран. Хвост держится низко.
Рост: до 68 см
Вес: 22 — 28 кг

## История
Порода Брак Дюпюи была выведена известным землевладельцем из Пуату, господином Дюпюи в 1815 путём скрещивания пуатевенских гончих и борзых. Французские браки в прошлом, больше походили на гончих собак, чем современные. Брак Дюпюи представляет собой один из самых старых типов французской легавой, который сохраняет именно эти черты. При выведении этой породы кроме браков, по-видимому, использовали и борзых типа грейхаундов или слюги. В период французской революции поголовье этой породы резко сократилось и только несколько собак сохранилось в аббатстве Аржансоля. Брак Дюпюи охотно работает в поле, даже более охотно, чем на воде.